# اتحادیه جنبش اجتماعی
اتحادیه جنبش اجتماعی (SMU) یک روند تئوری و عملی در اتحادیه‌گرایی معاصر به حساب می‌آید. اتحادیه جنبش‌های اجتماعی که به شدت با جنبش‌های کارگری کشورهای در حال توسعه مرتبط است، از بسیاری از مدل‌های دیگر اتحادیه متمایز می‌باشد، زیرا به چیزی بیش از سازمان‌دهی کارگران پیرامون مسائل محل کار، دستمزد و شرایط و ضوابط کارشان مربوط می‌شود. به این ترتیب درگیر مبارزات سیاسی گسترده‌تری در حوزه‌های حقوق بشر، عدالت اجتماعی و دموکراسی می‌گردد. اتحادیه جنبش اجتماعی از مبارزات سیاسی در کشورهای در حال توسعه فراتر رفته و در اواخر دهه ۱۹۸۰ و اوایل دهه ۱۹۹۰ به عنوان یک مدل روابط صنعتی متمایز تئوریزه گردید.
در این مدل، اتحادیه‌های کارگری متمایز از جنبش‌های اجتماعی نیستند و بخشی از اکوسیستم وسیع‌تری از فعالیت‌های سیاسی را تشکیل می‌دهند که شامل گروه‌های مذهبی، سازمان‌های مدنی و ساکنان و گروه‌های دانشجویی است. اینها معمولاً در قالب سازمان‌های چتر دموکراتیک در امتداد یک مدل جبهه محبوب سازماندهی می‌شوند. سازمان چتر عموماً یک برنامه یا مانیفست دارد که همه افراد وابسته به آن متعهد می‌باشند.
کیم مودی این نظریه را مطرح کرد که ویژگی‌های اصلی اتحادیه‌گرایی جنبش اجتماعی عبارتند از:
- ستیزه‌جویی
- دموکراسی داخلی
- دستور کار برای تغییرات اساسی اجتماعی و اقتصادی
- عزم برای پذیرش تنوع طبقه کارگر برای غلبه بر پراکندگی آن
- توانایی فراتر از عضویت خود با استفاده از قدرت اتحادیه برای رهبری مبارزات جامعه

معمولاً ساختار این نوع اتحادیه به منظور ارتقاء ستیزه جویی بیشتر اعضای اتحادیه، به اجرای فرآیندهای دموکراتیک تمایل دارد.